# Собор Святой Марии (Абердин)
Собор Святой Марии (англ. St Mary’s Cathedral) — католический собор епархии Абердина (с 1878 года) и кафедра епископа Абердина. Находится на Хантли-стрит в Абердине, Шотландия. Памятник архитектуры категории В.

## История
Собор был спроектирован Александром Эллисом и открыт в 1860 году. Шпиль и колокола были добавлены архитектором Робертом Гордоном Уилсоном в 1876—1877 годах в честь назначения церкви кафедральным собором.
Орган построен Джеймсом Конакером из Хаддерсфилда в 1887 году. Собор был повторно освящён в 1960 году после изменения интерьера в соответствии с требованиями Второго Ватиканского собора.
Витраж 1978 года авторства Дэвида Галланда посвящён святому Иоанну Огилви. В церкви установлены памятники четырём шотландским епископам: Джорджу Хэю, Джеймсу Кайлу, Джону Макдональду и Колину Гранту (два последних похоронены в соборе).